# Andżelika Nowak
Andżelika Nowak z domu Urbańska (ur. 8 maja 1977 w Kwidzynie) – polska copywriter, scenarzystka, autorka widmo, autorka książki „Jak pisać żeby sprzedać. Poradnik bez zanudzania” oraz bloga „Prawo Lepszego Jutra”, szkoleniowiec oraz ekspertka marketingu w zakresie branży HORECA.

## Życiorys
Lata wczesnej młodości spędziła w Szadowie. Następnie przeprowadziła się wraz z rodzicami do Kwidzyna, gdzie w 1996 roku ukończyła I Liceum Ogólnokształcące. Kolejnym stopniem kształcenia było ukończenie filologii polskiej na Wydziale Filologiczno-Historycznym Uniwersytetu Gdańskiego. W 2009 roku ukończyła podyplomowe studia z zakresu psychologii przywództwa w organizacjach na Wydziale Nauk Społecznych Uniwersytetu Gdańskiego, natomiast w 2017 roku warsztat pisania scenariusza i dramatu prowadzony w Instytucie Badań Literackich Polskiej Akademii Nauk PAN w Warszawie.

## Kariera zawodowa
Karierę zawodową rozpoczęła jeszcze w 1997 roku w kwidzyńskich zakładach International Paper Kwidzyn S.A. Po przeprowadzce do Gdańska w roku 2000 rozpoczęła pracę w branży gastronomicznej pracując jako marketingowiec i Head Manager w znanych trójmiejskich restauracjach i klubach. Od roku 2009 swoją działalność ukierunkowała na copywriting, wprowadzając w życie swoje innowacyjne projekty koncepcyjne i wdrożeniowe dla branży HORECA.
Doświadczenie zdobywała pracując dla różnych branż, również współpracując z agencjami reklamowymi, przy tym realizując często nietypowe projekty. Jest autorką kilkuset artykułów dla czasopism i portali oraz wpisów blogowych dla branży HORECA i innych. Napisała dziesiątki scenariuszy, w tym dla gali Teraz Polska w latach 2017, 2018, 2019 oraz dla Portu Lotniczego Gdańsk, Hempel Polska, PKS Oliwa i inne. Jej scenariusze wystawiane były m.in. na scenach Teatru Muzycznego w Gdyni. W roku 2020 wydała swoją debiutancką książkę „Jak pisać żeby sprzedać. Poradnik bez zanudzania”, w której opisuje w przystępny sposób mechanizmy funkcjonowania branży marketingowej i skutecznych działań sprzedażowych.
Prywatnie od 2013 roku prowadzi swojego autorskiego bloga „Prawo Lepszego Jutra”, gdzie w satyryczny sposób obnaża stereotypy.
Od 2020 roku jest również członkiem zespołu ekspertów Akademii Praktyk Gastronomicznych i Hotelarskich.

## Publikacje
W 2012 roku na zlecenie Gdańskiej Organizacji Turystycznej opracowała 100 opisów do gdańskich zabytków, które są wykorzystywane wraz z kodami QR do dziś.
W roku 2013 wywiad z nią został opublikowany w miesięczniku „Prestiż”.
Jest autorem licznych publikacji specjalistycznych, jak na przykład „Najlepsze praktyki w social marketingu”, „Jak zachęcić klienta do restauracji”, „Trendy w gastronomii 2019” czy wiele innych.
Napisała książkę „Jak pisać żeby sprzedać. Poradnik bez zanudzania” wydaną w 2020 roku nakładem Wydawnictwa Poligraf.